# Christian Wilhelm Ludwig Eduard Suffrian
 (juillet 2022).
La mise en forme du texte ne suit pas les recommandations de Wikipédia : il faut le « wikifier ».
Les points d'amélioration suivants sont les cas les plus fréquents. Le détail des points à revoir est peut-être précisé sur la page de discussion.
- Les titres sont pré-formatés par le logiciel. Ils ne sont ni en capitales, ni en gras.
- Le texte ne doit pas être écrit en capitales (les noms de famille non plus), ni en gras, ni en italique, ni en « petit »…
- Le gras n'est utilisé que pour surligner le titre de l'article dans l'introduction, une seule fois.
- L'italique est rarement utilisé : mots en langue étrangère, titres d'œuvres, noms de bateaux, etc.
- Les citations ne sont pas en italique mais en corps de texte normal. Elles sont entourées par des guillemets français : « et ».
- Les listes à puces sont à éviter, des paragraphes rédigés étant largement préférés. Les tableaux sont à réserver à la présentation de données structurées (résultats, etc.).
- Les appels de note de bas de page (petits chiffres en exposant, introduits par l'outil «  Source ») sont à placer entre la fin de phrase et le point final[comme ça].
- Les liens internes (vers d'autres articles de Wikipédia) sont à choisir avec parcimonie. Créez des liens vers des articles approfondissant le sujet. Les termes génériques sans rapport avec le sujet sont à éviter, ainsi que les répétitions de liens vers un même terme.
- Les liens externes sont à placer uniquement dans une section « Liens externes », à la fin de l'article. Ces liens sont à choisir avec parcimonie suivant les règles définies. Si un lien sert de source à l'article, son insertion dans le texte est à faire par les notes de bas de page.
- La présentation des références doit suivre les conventions bibliographiques. Il est recommandé d'utiliser les modèles {{Ouvrage}}, {{Chapitre}}, {{Article}}, {{Lien web}} et/ou {{Bibliographie}}. Le mode d'édition visuel peut mettre en forme automatiquement les références.
- Insérer une infobox (cadre d'informations à droite) n'est pas obligatoire pour parachever la mise en page.

Pour une aide détaillée, merci de consulter Aide:Wikification.
Si vous pensez que ces points ont été résolus, vous pouvez retirer ce bandeau et améliorer la mise en forme d'un autre article.
 (juillet 2022).
Christian Wilhelm Ludwig Eduard Suffrian, né le 21 janvier 1805 à Minden en Westphalie ou à Wunstorf, et mort le 18 août 1876 à Münster, est un entomologiste prussien.

## Biographie
Christian Wilhelm Ludwig Eduard Suffrian naît le 21 janvier 1805 à Minden en Westphalie ou à Wunstorf. Dès Pâques 1821, à l'âge de 16 ans, il réussit l'examen de fin d'études et se consacre alors à l'université de Hall, principalement aux mathématiques et aux sciences naturelles, mais suit également des cours de théologie, de philologie et d'histoire. À Pâques 1822, il devient l'assistant de Winkler à l'observatoire et conserve cette position jusqu'à son départ de Halle en automne 1825. Le 22 décembre 1824 il obtient son doctorat. Dès l'automne de cette année, il accepte une nomination au lycée d'Aschersleben; d'abord collaborateur, il devient dès 1826 le troisième professeur principal, puis le second en 1830. C'est surtout grâce à sa connaissance des collectionneurs assidus qui habitent alors à Aschersleben, le pharmacien Hornung et le théologien A. Lüben (plus tard directeur de séminaire à Brême), que Christian Wilhelm Ludwig Eduard Suffrian est initié à l'entomologie, et plus particulièrement à l'étude des coléoptères, domaine dans lequel il acquiert la réputation d'un excellent systématicien et une autorité décisive. En 1833, il est nommé professeur principal au lycée de Dortmund, mais dès septembre 1836, il est transféré comme directeur à la Realschule de Siegen. L'organisation qu'il donne à cet établissement devient un modèle pour les autres Realanstalten de Westphalie et de Rhénanie et sert de base à la réglementation générale des Realschulen en Prusse en 1859. La réputation acquise à Siegen en tant que directeur l'amène à être nommé, en été 1848, à la tête du lycée et de la Realschule de Minden; de là, il est membre, en 1849, de la Landesschulconferenz nommée par le ministre v. Ladenberg, mais est nommé, dès 1850, conseiller scolaire provincial protestant de la province de Westphalie. À ce poste, qu'il occupe pendant 26 ans avec une conception exceptionnellement sérieuse des devoirs de sa charge, il associe la présidence de la commission des examens scientifiques à Münster et, depuis 1873, la direction de l'enseignement supérieur dans la principauté de Lippe. À partir de 1870, il est conseiller d'État et, couvert de décorations et d'honneurs, il fête en décembre 1874 son jubilé de docteur et en avril 1875 son jubilé de service; à Pâques 1876, il prend sa retraite et meurt le 18 août 1876 à Münster.